# Papamosques ullblanc
El papamosques ullblanc (Melaenornis fischeri) és una espècie d'ocell de la família dels muscicàpids (Muscicapidae) que habita a l'Àfrica oriental, entrre el Sudan del Sud i Zàmbia. El seu estat de conservació es considera de risc mínim.
El nom específic fa referència a l'explorador alemany Gustav Adolf Fischer.

## Taxonomia
El papamosques ullblanc forma una superespècie amb el papamosques d'Angola i el papamosques xocolata. Aquestes tres espècies van estar classificades en el gènere Dioptrornis, o agrupades com una sola espècie, però l'al·lopatria i les diferències morfològiques mostrades donen suport a la seva segmentació com a al·loespècies. Els resultats d'un estudi filogenètic molecular publicat el 2010 van conduir a una reorganització de la família dels muscicàpids en què les quatre espècies del gènere Bradornis, l'única espècie de Sigelus i les espècies de Dioprornis es van fusionar a Melaenornis.